# Guglielmo Gonzaga

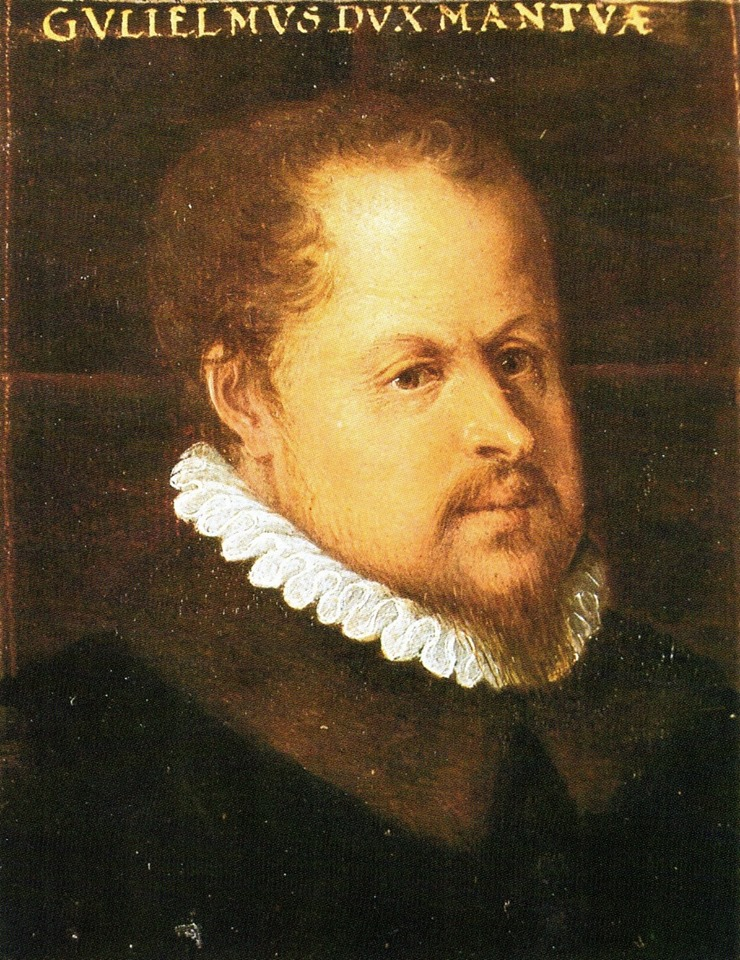
Guglielmo Gonzaga

Wappen des Guglielmo Gonzaga (1575)

Guglielmo Gonzaga (* 24. April 1538 in Mantua; † 14. August 1587 in Goito) war der zweite Sohn des Herzogs Federico II. Gonzaga. Er folgte seinem kinderlos verstorbenen Bruder Francesco III. Gonzaga 1550 als Herzog von Mantua und Markgraf von Montferrat. 1574 wurde er zum Herzog von Montferrat ernannt.

## Ehe und Nachkommen

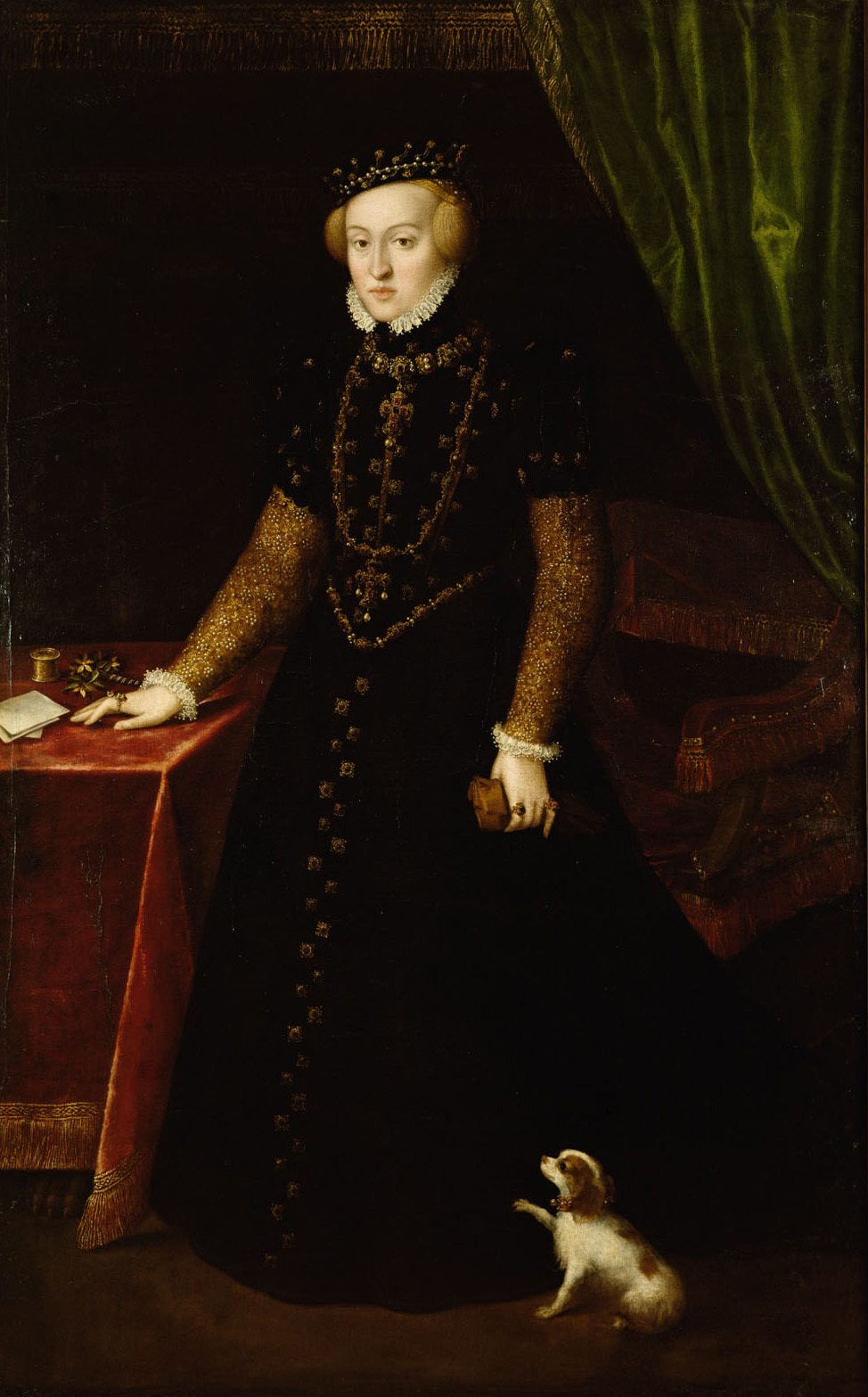
Seine Ehefrau war Erzherzogin Eleonore von Österreich

Guglielmo heiratete am 26. April 1561 in Mantua Eleonore von Österreich (* 2. November 1534; † 5. August 1594), eine Tochter des Kaisers Ferdinand I. Obwohl er unter einer Wirbelsäulenverkrümmung litt, soll es eine relativ glückliche Ehe gewesen sein.
Das Paar hatte drei Kinder:
1. Vincenzo I. Gonzaga (1562–1612), Herzog von Mantua und Montferrat ab 1587, ⚭ 1) 1581, geschieden 1582, Margherita Farnese (1567–1643), Tochter des Herzogs Alessandro Farnese (1545–1592) von Parma, ⚭ 2) 1584 Eleonora de’ Medici (1566–1611), Tochter des Großherzogs Francesco I. der Toskana;
2. Margherita (Eleonora) Gonzaga (* 27. Mai 1564; † 6. Januar 1618) ⚭ 24. Februar 1579 Alfonso II. d’Este (1533–1597), Herzog von Ferrara;
3. Anna Caterina von Gonzaga[3] (* 17. Januar 1566; † 3. August 1621 als Nonne) ⚭ 14. Mai 1582 Ferdinand II. (1529–1595), Erzherzog von Österreich-Tirol.